# Norrköpings Östra Eneby kyrkokör
Norrköpings Östra Eneby kyrkokör är en blandad kör och kyrkokör i Norrköpings Östra Eneby församling, Norrköping som bildades 10 februari 1928 av Sven Wistedt.  

## Historik
Norrköpings Östra Eneby kyrkokör bildades 10 februari 1928 av musikdirektör Sven Wistedt. Kören hade från början omkring 25 medlemmar och gjorde sitt första framträdande på långfredagen 1928 i Östra Eneby kyrka. De framförde då en Långfredagsmotett av Wistedt. 1929 gav kören sin första konsert i Östra Eneby kyrka. Sven Wistedt avled av en svår sjukdom 20 juli 1934 och Wistedts fru Karin tog över rollen som dirigent för kören. Den 1 januari 1938 blev musikdirektör Gunnar Ek dirigent för kören. Den 1 april 1942 tog Valdemar Petersson över som dirigent. Under åren har även Norrköpings Östra Eneby kyrkokör samarbetat med körer i Norrköping.